# Diaspora (album de Sat l'Artificier)
Pour les articles homonymes, voir Diaspora (homonymie).
Albums de Sat l'Artificier
Second Souffle
(2008)
Singles
Diaspora est le troisième album solo de Sat l'Artificier, sorti le lundi 15 février 2010. 
Cet album comporte presque uniquement des featuring, avec la collaboration d'artistes comme Akhenaton, Shurik'N, Faf Larage, Soprano, Kalash l'Afro, Keny Arkana, Mo' Cheez... Sat expliquera quelques semaines après la sortie de l'album qu'il a voulu, par ce titre, Diaspora, réunir la scène marseillaise, qui s'était un peu "dispersée" depuis quelques années. D'où le grand nombre de featurings. Cet opus bénéficie d'une meilleure promo que le précédent, Second Souffle, qui était sorti presque anonymement, ne bénéficiant d'aucune diffusion sur Skyrock. Musicalement, cet album se démarque, comme les deux précédents, surtout instrumentalement, avec des beats très soignés et travaillés. Le titre "Les jeux sont faits" se distingue notamment par la participation de Mo' Cheez, un spécialiste du Talkbox, cet instrument qui permet, à l'aide d'un tuyau que l'on place dans la bouche, de modifier la voix de l'interprète. Le premier extrait de l'album est "Plus que de la musique", en featuring avec Soprano et Akhenaton. Le second extrait est "Dans mon barillet". Le troisième extrait est "On s'obstine".

## Liste des titres
1. Dans Mon Barillet
2. Plus que de la musique feat Akhenaton (IAM) & Soprano (Psy 4 de la rime)
3. Retour aux sources feat Faf Larage
4. On s'obstine feat Kalash l'Afro & Alonzo(Psy 4 de la rime)
5. Les jeux sont faits feat Mo’ Cheez
6. Le hood feat L.O & R.E.D.K (Carpe Diem)
7. Génération Sacrifiée feat Stone Black (Carré Rouge)
8. Diaspora
9. La race des battants' feat Saïd & Shurik'N (IAM)
10. C’est chaud' feat Prince NegaaFellaga
11. Vox Populis' feat Keny Arkana & RPZ
12. Sale époque feat Mesrime
13. Au pied du mur feat Gino & Tonyno (Sale équipe)
14. Rien ne doit m’arrêter
15. Bonus track : C’est chaud « rmx » feat Prince NegaaFellaga, D2T (Black Marché), M.O.H (S Krim), Zino (Révolution Urbaine), Boss one (3e œil)